# Lomandra densiflora
Lomandra densiflora är en sparrisväxtart som beskrevs av John McConnell Black. Lomandra densiflora ingår i släktet Lomandra och familjen sparrisväxter. Inga underarter finns listade i Catalogue of Life.